# Avarci
Avarci (Kavkaski Avari; ruski aварцы, avarcy), najveći avarsko-andodidojski narod (577.000, 1996.), naseljen u središnjem i zapadnom Dagestanu u bazenu rijeke Sulak. Sami sebe nazivaju Maarulal (Mаарулал). Po porijeklu, kulturi i jeziku Avarci su srodni didojskim i andinskim narodima.  Tradicionalno su svi stočari i ratari, pa tako i sami Avarci.
Umješni su u mnogim obrtima: rad u kamenu, koži, drvetu, izradi ćilima i oružja. Islam kod njih dolazi pojavom Arapa u 7. i 8., ali se utemeljio tek u 15. stoljeću.
Obitelj je kod Avaraca nuklearna, nasljeđe patrilinearno, a termini srodstva su deskriptivni po paternalnoj i maternalnoj strani. Klan i selo su temeljne ćelije avarskog društva s plemenskom segmentacijom po manjim patronimičkim grupama, te vijećem starješina i seoskim sudom.
Najpoznatija osoba njihove povijesti je imam Šamil (Шамиль) (1797. – 1871.), politički i vjerski vođa Avara te vođa Kavkaskog rata koji je započeo 1817. godine.

## Vanjske poveznice
- Аварцы - Россия, Russia (rus.)